# Binom
Binóm ali dvóčlénik je v matematiki izraz, ki ima dva člena (med členoma je plus ali minus).

## Zgledi
- {\displaystyle a+b\quad }
- {\displaystyle x+3\quad }
- {\displaystyle {x \over 2}+{x^{2} \over 2}}
- {\displaystyle vt-{1 \over 2}gt^{2}}

Kvadrat binoma a + b:
{\displaystyle (a+b)^{2}=a^{2}+2ab+b^{2}\quad }
in kvadrat a - b je
{\displaystyle (a-b)^{2}=a^{2}-2ab+b^{2}\quad }.